# (73555) 2129 P-L
(73555) 2129 P-L – planetoida z pasa głównego asteroid okrążająca Słońce w ciągu 3,91 lat w średniej odległości 2,48 j.a. Odkryta 24 września 1960 roku.